# شارل دو سنت-اورمون
شارل دو سنت اورمون (به فرانسوی: Charles de Marguetel de Saint-Denis de Saint-Evremond) اخلاقدان و منتقد قرن هفدهم میلادی اهل فرانسه است.